# L'Écriture ou la Vie
 (septembre 2024).
- Si vous ne connaissez pas le sujet, laissez ce bandeau (vous pouvez alors contacter les auteurs).
- Si vous supprimez le contenu mis en cause (vous pouvez préalablement contacter les auteurs),

argumentez précisément cette suppression dans la page de discussion
(un manque de référence n'est pas un argument ; une recherche réelle de référence doit avoir été effectuée, être formellement documentée).
L'Écriture ou la Vie est un livre de l'écrivain espagnol Jorge Semprún, publié en 1994. Il mêle un  récit autobiographique sur la vie de l'auteur après sa sortie d'un camp de concentration, et une réflexion sur la difficulté de raconter directement l'expérience de la déportation. Bien qu'étant autobiographique, ce sont avant tout des mémoires, car il raconte son vécu et l'emprise de l'histoire sur sa vie selon l'afflux de ses souvenirs.
À Buchenwald, Jorge Semprun découvre encore tout jeune ce qu'il qualifiera lui-même de « vivre sa mort. » Lors de son retour du camp, lui qui en a réchappé, il croit qu'il peut exorciser cette mort qu'il a vue de si près par l'écriture. Renaître par l'écriture. En vain.
Pour cet ouvrage, Jorge Semprun a obtenu le Prix Femina Vacaresco.
Il a également été récompensé par le Prix littéraire des Droits de l’Homme en 1995, pour honorer sa vie exemplaire et son amour de l’humanité, mais aussi pour ses qualités littéraires.

## Présentation
« À Ascona dans le Tessin, écrit-il, un jour d'hiver ensoleillé, en décembre 1945, je m'étais mis en demeure de choisir entre l'écriture ou la vie. » Il avait fait ce choix, non parce qu'il ne parvenait pas à écrire, parce qu'il n'arrivait pas à survivre à l'écriture. Car l'écriture le replongeait dans la mort, l'y submergeait : « J'étouffais dans l'air irrespirable de mes brouillons, chaque ligne écrite m'enfonçait la tête sous l'eau comme si j'étais à nouveau dans la baignoire de la villa de la Gestapo à Auxerre. Je me débattais pour survivre. J'échouais dans ma tentative de dire la mort pour la réduire au silence ; si j'avais poursuivi, c'est la mort qui m'aurait rendu muet. »
C'est une femme qui va jouer un rôle majeur dans sa libération par l'écriture : « Elle n'avait nulle autre raison de s'intéresser à moi que moi-même : c'est ça qui était bouleversant, grâce à Lorène qui ne savait rien de moi, j'étais revenu dans la vie, c'est-à-dire dans l'oubli : la vie était à ce prix. Oubli délibéré de l'expérience du camp. Il n'était pas question d'écrire quoi que ce fût d'autre. Cela aurait été dérisoire, ignoble peut-être. »
Ce livre, il ne l'écrira qu'en 1987, l'ayant remanié maintes et maintes fois, précédé d'autres dont Le Grand Voyage, son premier témoignage écrit en 1963 qui parle de son départ pour Buchenwald. Dès le début, c'est le choc des regards qui domine :  celui de Jorge Semprun, « son regard de fou, dévasté », celui « dilaté d'horreur d'un jeune soldat américain fixé sur l'amoncellement des cadavres qui s'entassaient à l'entrée du bâtiment des fours. Un amoncellement de corps décharnés, jaunis, tordus dos pointus sous la peau rêche et tendue, les yeux exorbités. »
À partir de là, il va évoquer les souffrances, les humiliations, les coups, les pas de course dans la boue, les chiens, la mort de ses amis. Tout ce qui faisait le terrible quotidien de la vie d'un camp de concentration. Puis s'insinue dans cet indicible qu'il tente malgré tout de nous faire partager, la littérature, l'évocation de Goethe dont la chère ville de Weimar n'est guère éloignée de Buchenwald, avec le lieutenant Rosenfeld, naturalisé américain, Juif, d'origine Allemande, venu combattre le nazisme.
Puis au fil des pages, se glissent des souvenirs, la littérature, philosophie, romans, poésie, tout ce qui le rattache à la vie, mêlée aux horreurs du camp mais en fin de compte plus forte qu'elles. Par sa démarche aussi originale que vitale pour lui, il essaie de témoigner sur ce qu'ont pu vivre ces hommes et ces femmes, de témoigner pour tous ceux qui ne sont pas revenus ou qui ne parviennent pas à exprimer leur terrible vécu.